# Лжектыри
Лжектыри (лат. Therevidae) — семейство насекомых из отряда двукрылых. К семейству относят 1143 видов в 128 родах

## Экология и местообитания
Мухи длиной от 3-15 мм. Тело с удлинённое, покрыто пушистыми волосками или густым серым опылением. Окраска серая или желтоватая. Похожи на ктырей, но в отличие от них голова между глазами невогнутая. Хоботок хорошо развит. Конечный членик усика подразделён на вторичные членики. Для мух характерен быстрый полёт. Придерживаются ксерофильных местообитаний. Личинки развиваются в песчаной почве. Они ведут хищный образ жизни, нападая преимущественно на личинок жуков и дождевых червей. Личинки имеют пять возрастов. Окукливание происходит в почве. Куколки могут впадать в диапаузу, которая может длиться до двух лет.

## Распространение
Семейство встречается всесветно. В Палеарктике отмечено 230 видов из 31 рода. Наибольшего разнообразия достигают в южных широтах. В фауне России встречается 130 видов.

## Палеонтология
Древнейшие представители семейства найдены в раннемеловых отложениях Бразилии.